# 田间 (诗人)
田间（1916年—1985年），原名童天鉴，男，安徽无为人，中国现代诗人。曾任河北省文学艺术界联合会主席。代表作有《赶车传》、《给战斗者》、《假使我们不去打仗》等。闻一多曾称其为“擂鼓诗人”和“时代的鼓手”。